# توپچو
توپچو (به لاتین: Topçu) یک منطقه مسکونی در جمهوری آذربایجان است که در شهرستان اسماعیل‌لی واقع شده است. توپچو ۱۴۳۱ نفر جمعیت دارد.